# Samsung Z3
Samsung Z3 — смартфон, выпущенный компанией Samsung. Это второй смартфон, поставляемый с операционной системой Tizen (после Samsung Z1). Телефон был выпущен 21 октября 2015 года.
В августе 2016 года телефон сменил Samsung Z2.